# Huosi

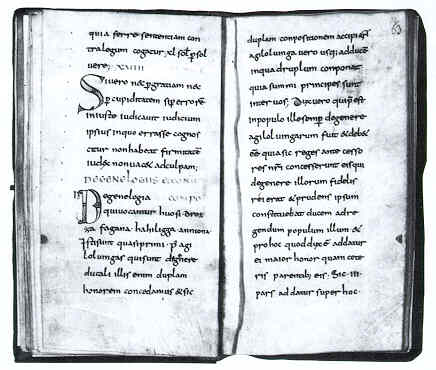
Uma página da Lex Baiuvariorum do manuscrito Ingolstätter do século IX que hoje está na Biblioteca da Universidade de Munique; cita a família Huosi: "...Sobre as famílias, que se chamam Huosi, Trozza, Fagana, Hahiligga e Anniona: essas são quase as primeiras, atrás dos Agilolfings, que são a casa ducal, ...".

Os Huosi eram uma das cinco famílias nobres da Baviera (sendo as outras os Drozza, Fagana, Hahilinga e Anniona), vassalos do duque de Agilolfing, em meados do primeiro milênio AD. A construção de muitas abadias na Baviera é creditada a membros desta família.

## História
Acredita-se que os Huosi, como as outras quatro famílias nobres da região, eram descendentes de reis ou chefes de tribos germânicas menores que foram incorporadas à nação bávara juntamente com os Marcomanni.